# Tour Le Triangle
Cet article concerne tour d'habitation de Montpellier. Pour le projet parisien d'immeuble de grande hauteur, voir Triangle (immeuble parisien). Pour les autres homonymes, voir Triangle (homonymie).
La Tour le Triangle est le second plus haut immeuble de la ville de Montpellier. Elle domine le centre-ville à plus de 72 mètres de hauteur, avec sa vue imprenable sur la place de la Comédie. Il s'agit également du second plus haut immeuble du Languedoc-Roussillon, juste après la tour d'Assas, elle même à Montpellier,. 
Cette tour constitue l'élément le plus frappant du panorama urbain de Montpellier. Elle se repère facilement grâce à sa forme en escaliers. En 2004, la façade nord a été en partie repeinte. Outre les fonctions d'hôtel et de commerces, la tour abrite des bureaux et des logements.

## Quartier Polygone - Triangle - Esplanade
Dans les années 1970, Montpellier étant en plein essor dans le secteur tertiaire, la municipalité décide de créer un nouveau centre-ville sur l'emplacement d'un terrain militaire appelé « le Polygone du génie ». Le Triangle devient le point de contact entre l'ancienne ville et le nouveau Montpellier en même temps que le point de jonction des axes de circulation et des rocades amenant les habitants du nord, de l'est et de l'ouest de la ville, des facultés comme des quartiers industriels, dans la zone d'intense activité commerciale qu'est le Triangle/Polygone.
Au pied de la tour du Triangle se trouve la galerie marchande Galerie du Triangle. À proximité directe, le « Polygone » est un grand centre commercial à trois étages, inauguré en 1975, en lieu et place de l'ancien terrain militaire.
La limite sud-ouest de la Galerie du Triangle correspond au site de l'ancienne gare de l'Esplanade et de son viaduc d'accès. Cette gare était le terminus du Train de Montpellier à Palavas et ces infrastructures ont été détruites au début des années 1970 pour laisser place à l'ensemble immobilier toujours visible.

## Galerie

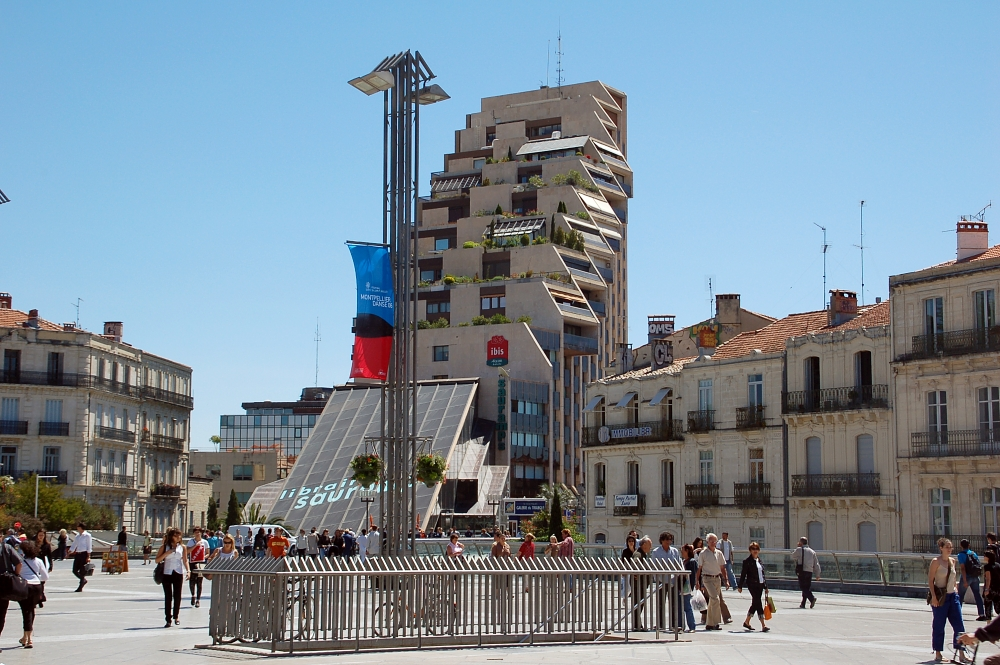
La tour du Triangle vue depuis la place de la Comédie
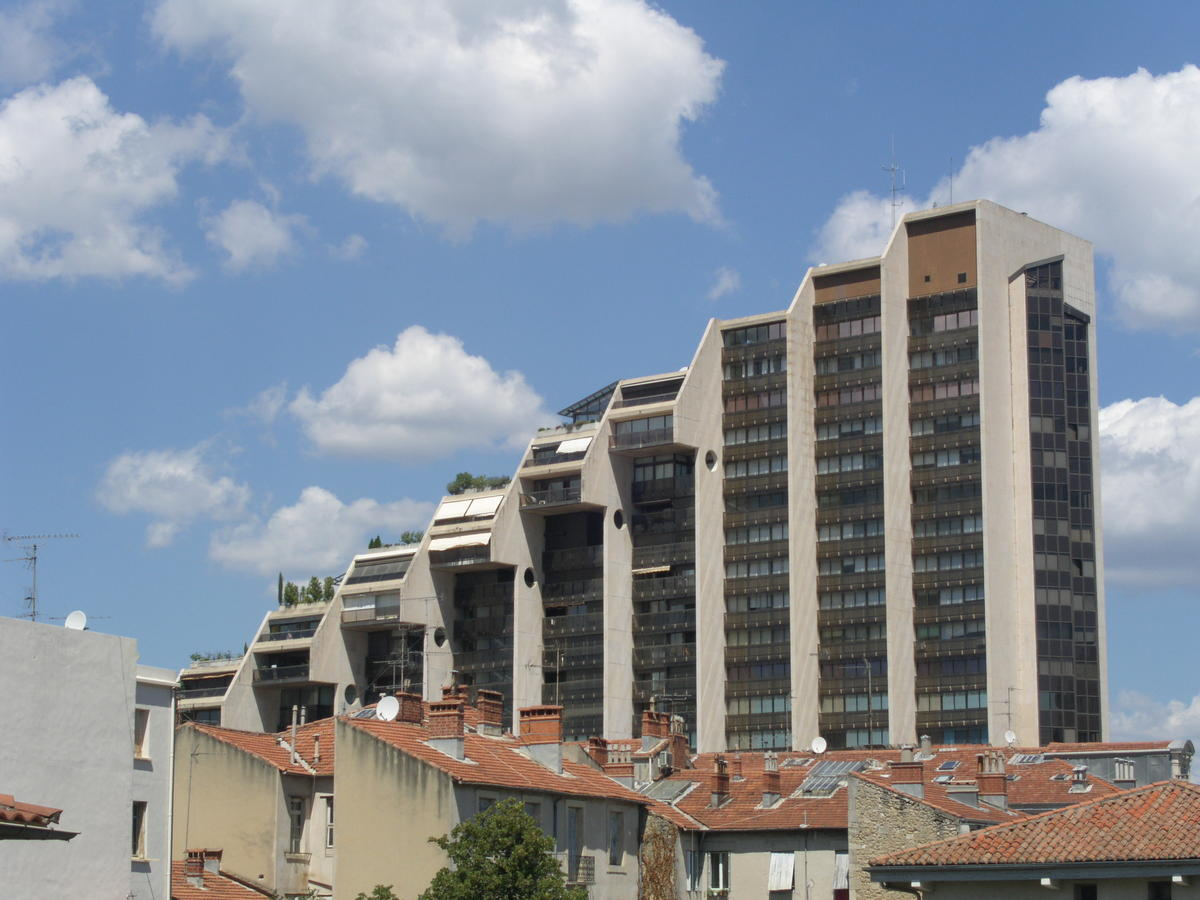
Vue en longueur
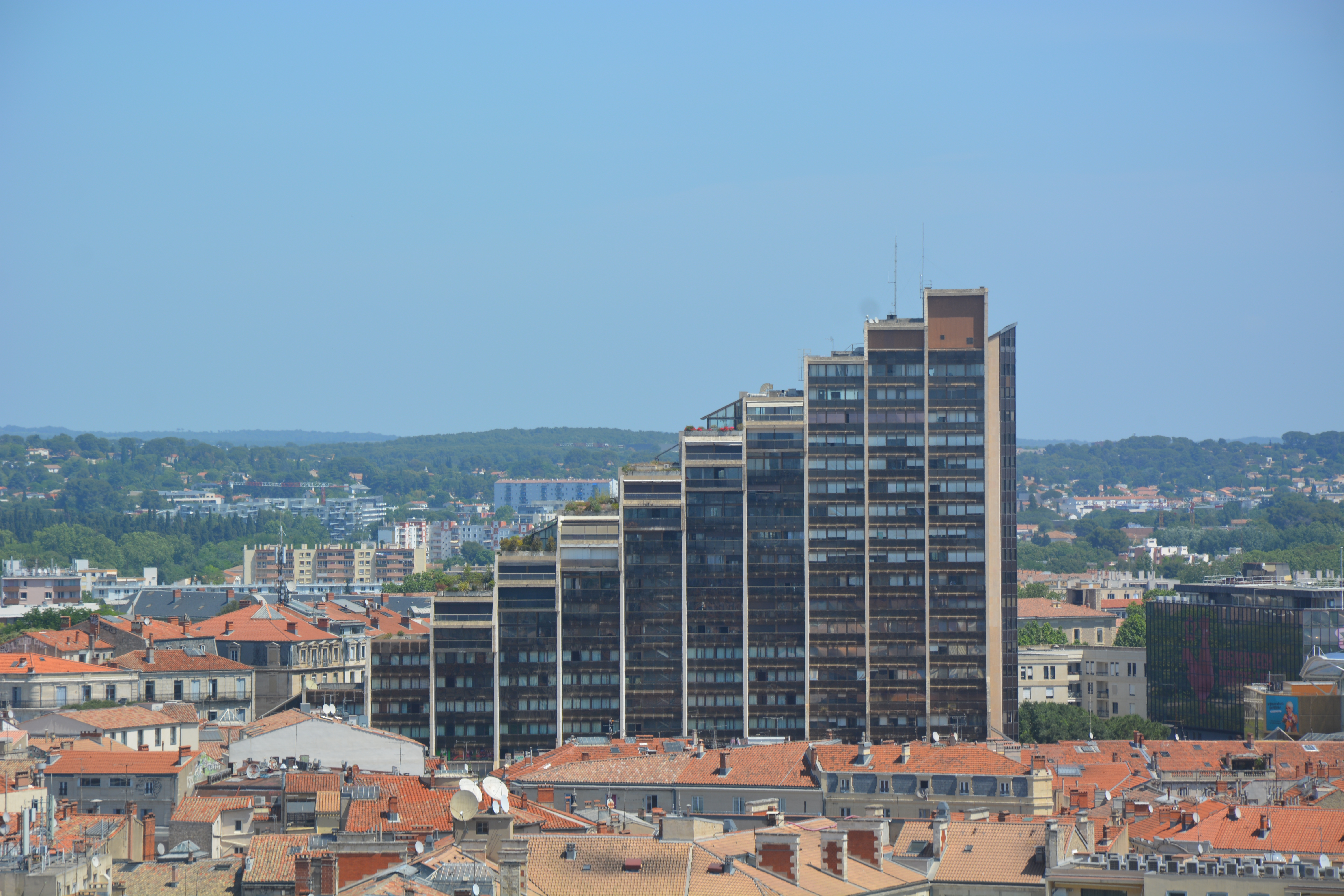
Vue latérale aérienne
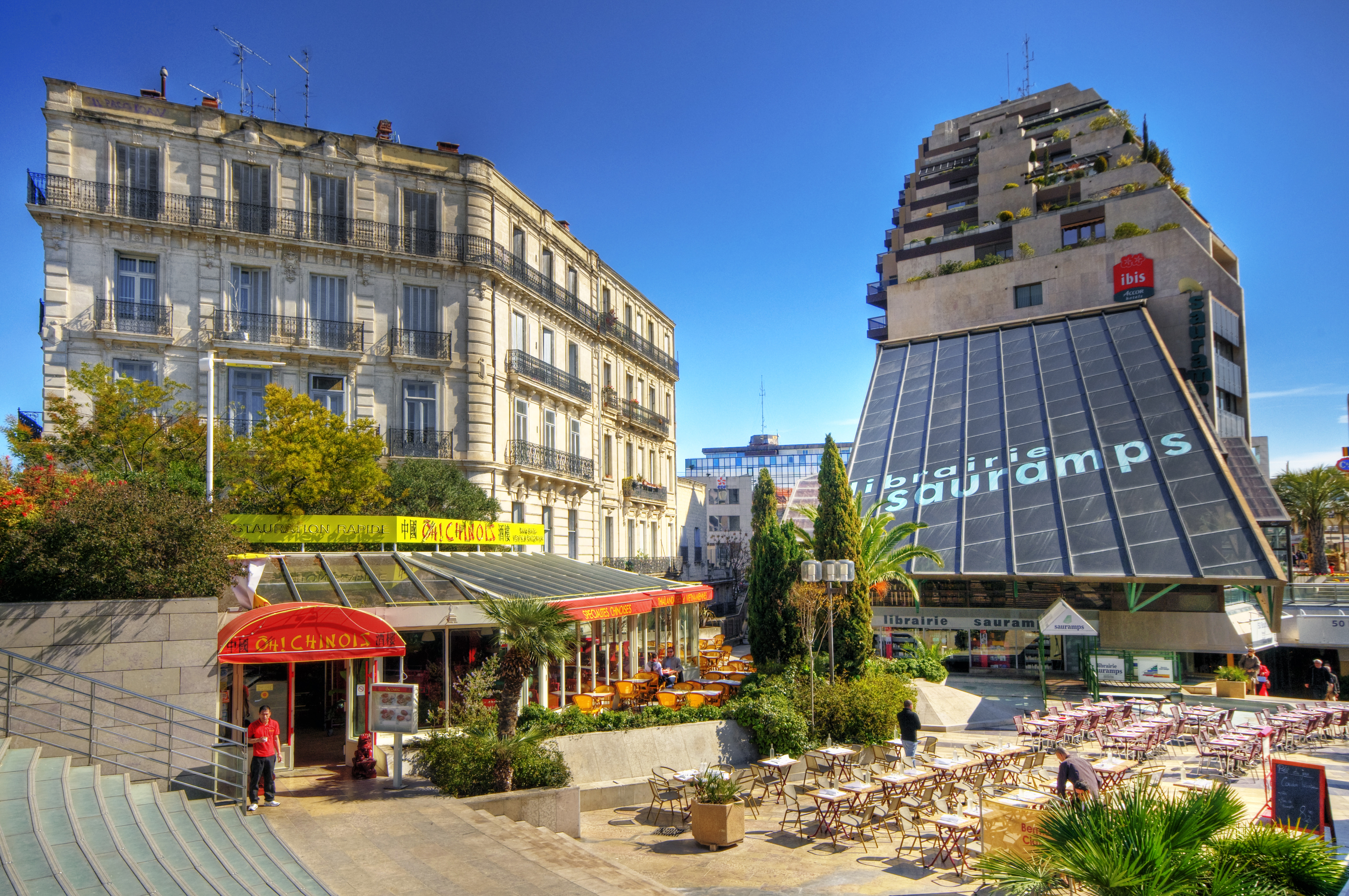
L'extrémité de la tour "la Verrière", occupée par la librairie Sauramps
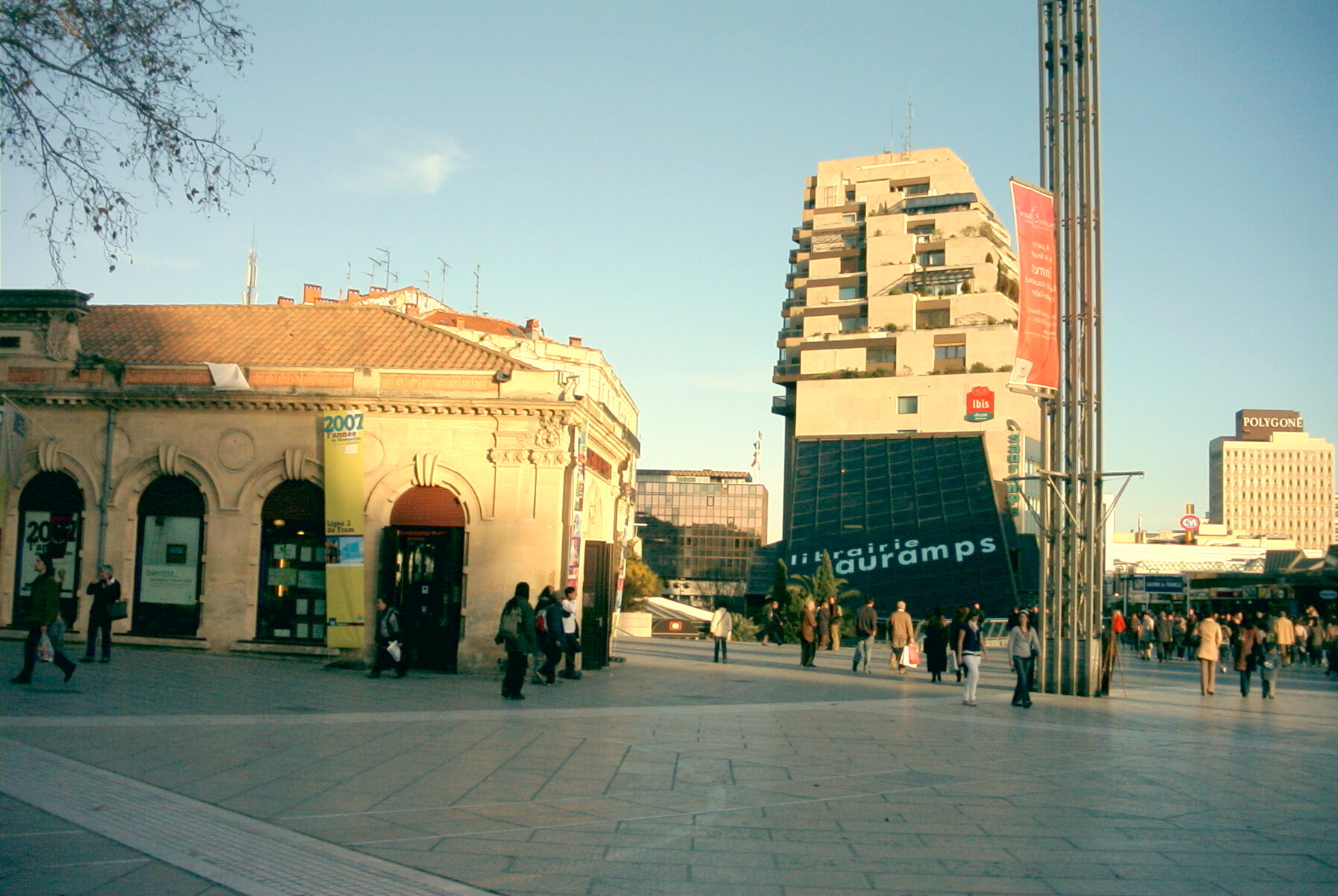
De gauche à droite : l'Office du Tourisme, l'Hôtel de Ville, le Triangle, le Polygone